# Gran Premio del Giappone 2004
Il Gran Premio del Giappone 2004 è stato un Gran Premio di Formula 1 disputato il 10 ottobre 2004 sul circuito di Suzuka. La gara è stata vinta da Michael Schumacher su Ferrari.
Questo Gran Premio segna l'ultima gara in F1 per Olivier Panis.

## Vigilia

### Aspetti sportivi
La Toyota sostituì Ricardo Zonta con Jarno Trulli, già sotto contratto con il team giapponese per il 2005. A sua volta il brasiliano avrebbe corso in Brasile al posto di Olivier Panis.
La BAR confermò Takuma Satō anche per la stagione seguente.

### Aspetti tecnici
Le novità portate per la gara giapponese furono scarse, dovute soprattutto al fatto che i team fossero già concentrati sulla stagione seguente. Le uniche scuderie attive furono la Williams che portò un alettone anteriore modificato rispetto alla Cina, la Minardi, con nuove sospensioni posteriori caratterizzate da una diversa carenatura e, infine, la McLaren, che montò nuove prese di raffreddamento. Minime le modifiche apportate dalle altre scuderie; la BAR portò un propulsore studiato apposta dalla Honda appositamente per la gara nipponica, mentre gli altri team confermarono le novità già portate nelle gare precedenti.

## Qualifiche

### Resoconto
A causa dell'arrivo del ciclone Ma-On, la sessione di prove del sabato pomeriggio viene rinviata a domenica mattina. Le qualifiche si svolgono su una pista ancora umida, che va però asciugandosi; Michael Schumacher ne approfitta e, scendendo in pista tra gli ultimi grazie ad un'ottima prestazione nella prima sessione, conquista la pole position, con un largo vantaggio sugli avversari. Secondo è Ralf Schumacher, mentre al terzo posto si piazza a sorpresa Webber, staccato comunque di ben un secondo dal tempo della pole position. Seguono le due BAR di Sato e Button, che precedono Trulli, Fisichella, Coulthard e Villeneuve. Le condizioni difficili del tracciato mettono in difficoltà diversi piloti: compiono errori Alonso, Räikkönen, Montoya e Barrichello, relegati nella seconda metà dello schieramento.

### Risultati
| Pos | No | Pilota               | Costruttore        | Tempo       | Distacco |
| --- | -- | -------------------- | ------------------ | ----------- | -------- |
| 1   | 1  | Michael Schumacher   | Ferrari            | 1'33"542    |          |
| 2   | 4  | Ralf Schumacher      | Williams - BMW     | 1'34"032    | +0"490   |
| 3   | 14 | Mark Webber          | Jaguar - Cosworth  | 1'34"571    | +1"029   |
| 4   | 10 | Takuma Satō          | BAR - Honda        | 1'34"897    | +1"355   |
| 5   | 9  | Jenson Button        | BAR - Honda        | 1'35"157    | +1"615   |
| 6   | 16 | Jarno Trulli         | Toyota             | 1'35"213    | +1"671   |
| 7   | 11 | Giancarlo Fisichella | Sauber - Petronas  | 1'36"136    | +2"594   |
| 8   | 5  | David Coulthard      | McLaren - Mercedes | 1'36"156    | +2"614   |
| 9   | 7  | Jacques Villeneuve   | Renault            | 1'36"274    | +2"732   |
| 10  | 17 | Olivier Panis        | Toyota             | 1'36"420    | +2"878   |
| 11  | 8  | Fernando Alonso      | Renault            | 1'36"663    | +3"121   |
| 12  | 6  | Kimi Räikkönen       | McLaren - Mercedes | 1'36"820    | +3"278   |
| 13  | 3  | Juan Pablo Montoya   | Williams - BMW     | 1'37"653    | +4"111   |
| 14  | 15 | Christian Klien      | Jaguar - Cosworth  | 1'38"258    | +4"716   |
| 15  | 2  | Rubens Barrichello   | Ferrari            | 1'38"637    | +5"095   |
| 16  | 18 | Nick Heidfeld        | Jordan - Cosworth  | 1'41"953    | +8"411   |
| 17  | 19 | Timo Glock           | Jordan - Cosworth  | 1'43"533    | +9"991   |
| 18  | 20 | Gianmaria Bruni      | Minardi - Cosworth | 1'48"069    | +14"527  |
| 19  | 12 | Felipe Massa         | Sauber - Petronas  | Senza tempo | /        |
| 20  | 21 | Zsolt Baumgartner    | Minardi - Cosworth | Senza tempo | /        |

## Gara

### Resoconto
Dopo alcune prove tormentate dal maltempo, la gara parte sotto il sole. Al via Michael e Ralf Schumacher non hanno difficoltà a mantenere la testa della corsa; scatta invece male Webber, che viene infilato da Button, Sato e Trulli. Michael Schumacher guadagna subito un vantaggio notevole sugli avversari; l'unico che sembra in grado di tenere un ritmo simile è il fratello Ralf, che però è anche il primo a rifornire, nel corso del nono passaggio. Quando Michael Schumacher rifornisce a sua volta, quattro tornate più tardi, rientra in pista al comando, davanti a Button (partito con una strategia sulle due soste e quindi non ancora fermatosi ai box). La corsa per il primo posto è virtualmente finita; con il duo BAR a contendersi la terza posizione (Sato con una strategia di tre soste, contro le due del compagno), la gara è ravvivata dalla rimonta di Barrichello, Montoya, Räikkönen ed Alonso; retrocede invece Trulli che, partito con poca benzina a bordo, deve fare i conti con una Toyota molto difficile da gestire con il pieno di carburante.
Al 20º giro Webber si ritira per una causa piuttosto singolare: l'abitacolo della sua Jaguar si è infatti inspiegabilmente surriscaldato, tanto da provocare al pilota australiano delle lievi ustioni ad una coscia. Dopo la prima serie di soste, Trulli, Montoya, Barrichello e Fisichella danno vita ad un intenso duello, con l'abruzzese che, in difficoltà con le gomme, deve dare strada al brasiliano della Ferrari, riuscendo però a difendersi dagli altri due fino al proprio secondo rifornimento, al 24º passaggio. Michael Schumacher continua a condurre indisturbato, non cedendo neanche per un giro la prima posizione; anche il fratello Ralf non ha particolari difficoltà nel difendere il suo secondo posto dai due piloti della BAR. Risale molto in classifica Coulthard, partito per effettuare solo due soste; a circa venti tornate dalla conclusione, lo scozzese si trova in quinta posizione, avendo già rifornito per la seconda volta.
Alle sue spalle rimonta però velocemente Barrichello; al 38º giro, il brasiliano tenta un attacco alla chicane, ma il pilota della McLaren chiude la traiettoria e i due finiscono per venire a contatto; le due monoposto sono danneggiate irreparabilmente ed entrambi sono costretti al ritiro. Alonso sale così in quinta posizione; nel frattempo, Button ha la meglio sul compagno di squadra nel duello per il podio. Negli ultimi giri non si verificano colpi di scena e Michael Schumacher va a vincere davanti a Ralf Schumacher, Button, Sato, Alonso, Räikkönen, Montoya e Fisichella. Per la Ferrari è la quindicesima vittoria stagionale, il che significa eguagliare i record precedenti della McLaren MP4/4 che nel 1988 ottenne quindici vittorie su sedici Gran Premi e della Ferrari F2002 che nel 2002 ne vinse quindici su diciassette.

### Risultati
| Pos      | No | Pilota               | Costruttore        | Giri | Tempo/Ritiro e posizione al ritiro | Partenza | Punti |
| -------- | -- | -------------------- | ------------------ | ---- | ---------------------------------- | -------- | ----- |
| 1        | 1  | Michael Schumacher   | Ferrari            | 53   | 1h 24'26"985                       | 1        | 10    |
| 2        | 4  | Ralf Schumacher      | Williams - BMW     | 53   | +14"098                            | 2        | 8     |
| 3        | 9  | Jenson Button        | BAR - Honda        | 53   | +19"662                            | 5        | 6     |
| 4        | 10 | Takuma Satō          | BAR - Honda        | 53   | +31"781                            | 4        | 5     |
| 5        | 8  | Fernando Alonso      | Renault            | 53   | +37"767                            | 11       | 4     |
| 6        | 6  | Kimi Räikkönen       | McLaren - Mercedes | 53   | +39"362                            | 12       | 3     |
| 7        | 3  | Juan Pablo Montoya   | Williams - BMW     | 53   | +55"347                            | 13       | 2     |
| 8        | 11 | Giancarlo Fisichella | Sauber - Petronas  | 53   | +56"276                            | 7        | 1     |
| 9        | 12 | Felipe Massa         | Sauber - Petronas  | 53   | +1'29"656                          | 19       |       |
| 10       | 7  | Jacques Villeneuve   | Renault            | 52   | +1 giro                            | 9        |       |
| 11       | 16 | Jarno Trulli         | Toyota             | 52   | +1 giro                            | 6        |       |
| 12       | 15 | Christian Klien      | Jaguar - Cosworth  | 52   | +1 giro                            | 15       |       |
| 13       | 18 | Nick Heidfeld        | Jordan - Cosworth  | 52   | +1 giro                            | 16       |       |
| 14       | 17 | Olivier Panis        | Toyota             | 51   | +2 giri                            | 10       |       |
| 15       | 19 | Timo Glock           | Jordan - Cosworth  | 51   | +2 giri                            | 17       |       |
| 16       | 20 | Gianmaria Bruni      | Minardi - Cosworth | 50   | +3 giri                            | 18       |       |
| Ritirato | 21 | Zsolt Baumgartner    | Minardi - Cosworth | 41   | Testacoda (17°)                    | 20       |       |
| Ritirato | 5  | David Coulthard      | McLaren - Mercedes | 38   | Collisione con R.Barrichello (5°)  | 8        |       |
| Ritirato | 2  | Rubens Barrichello   | Ferrari            | 38   | Collisione con D.Coulthard (6°)    | 15       |       |
| Ritirato | 14 | Mark Webber          | Jaguar - Cosworth  | 20   | Surriscaldamento abitacolo         | 3        |       |

## Classifiche

### Piloti
| Pos. | Pilota               | Punti |
| ---- | -------------------- | ----- |
| 1    | Michael Schumacher   | 146   |
| 2    | Rubens Barrichello   | 108   |
| 3    | Jenson Button        | 85    |
| 4    | Fernando Alonso      | 54    |
| 5    | Juan Pablo Montoya   | 48    |
| 6    | Jarno Trulli         | 46    |
| 7    | Kimi Räikkönen       | 37    |
| 8    | Takuma Satō          | 31    |
| 9    | David Coulthard      | 24    |
| 10   | Giancarlo Fisichella | 22    |
| 11   | Ralf Schumacher      | 20    |
| 12   | Felipe Massa         | 11    |
| 13   | Mark Webber          | 7     |
| 14   | Olivier Panis        | 6     |
| 14   | Antônio Pizzonia     | 6     |
| 16   | Christian Klien      | 3     |
| 16   | Cristiano da Matta   | 3     |
| 16   | Nick Heidfeld        | 3     |
| 19   | Timo Glock           | 2     |
| 20   | Zsolt Baumgartner    | 1     |

### Costruttori
| Pos. | Team               | Punti |
| ---- | ------------------ | ----- |
| 1    | Ferrari            | 254   |
| 2    | BAR - Honda        | 116   |
| 3    | Renault            | 100   |
| 4    | Williams - BMW     | 74    |
| 5    | McLaren - Mercedes | 61    |
| 6    | Sauber - Petronas  | 33    |
| 7    | Jaguar - Cosworth  | 10    |
| 8    | Toyota             | 9     |
| 9    | Jordan - Cosworth  | 5     |
| 10   | Minardi - Cosworth | 1     |

## Fonti
Tutti i dati statistici provengono da Autosprint n.41/2004
o da  LiveDecade.com. URL consultato l'8/03/2009 (archiviato dall'url originale il 2 novembre 2005).